# 職業訓練指導員 (帆布製品科)
職業訓練指導員 (帆布製品科)（しょくぎょうくんれんしどういん はんぷせいひんか）は、職業訓練指導員免許のうちの1つ。厚生労働省管轄。

## 受験資格
職業訓練指導員免許の受験資格と試験免除を参照。帆布製品製造技能士の保有者など。

## 試験科目

### 学科試験
1. 指導方法（職業訓練原理、教科指導法、訓練生の心理、生活指導及び職業訓練関係法規）
2. 関連学科
  1. 系基礎学科
    1. 帆布一般（帆布の種類及び組織）
    2. デザイン（構成 色彩 デザイン 模様）
    3. 帆布加工法（加工法 材料）
    4. 安全衛生（安全管理 衛生管理）

  2. 専攻学科
    1. 製造法（裁断法 縫製法 帆布用材料 製造機械）
    2. 施工法（施工法 取付用材料 関係法規 仕様及び積算）

### 実技試験
1. 帆布製品製造
2. 帆布製品取付け